# Crucifixió

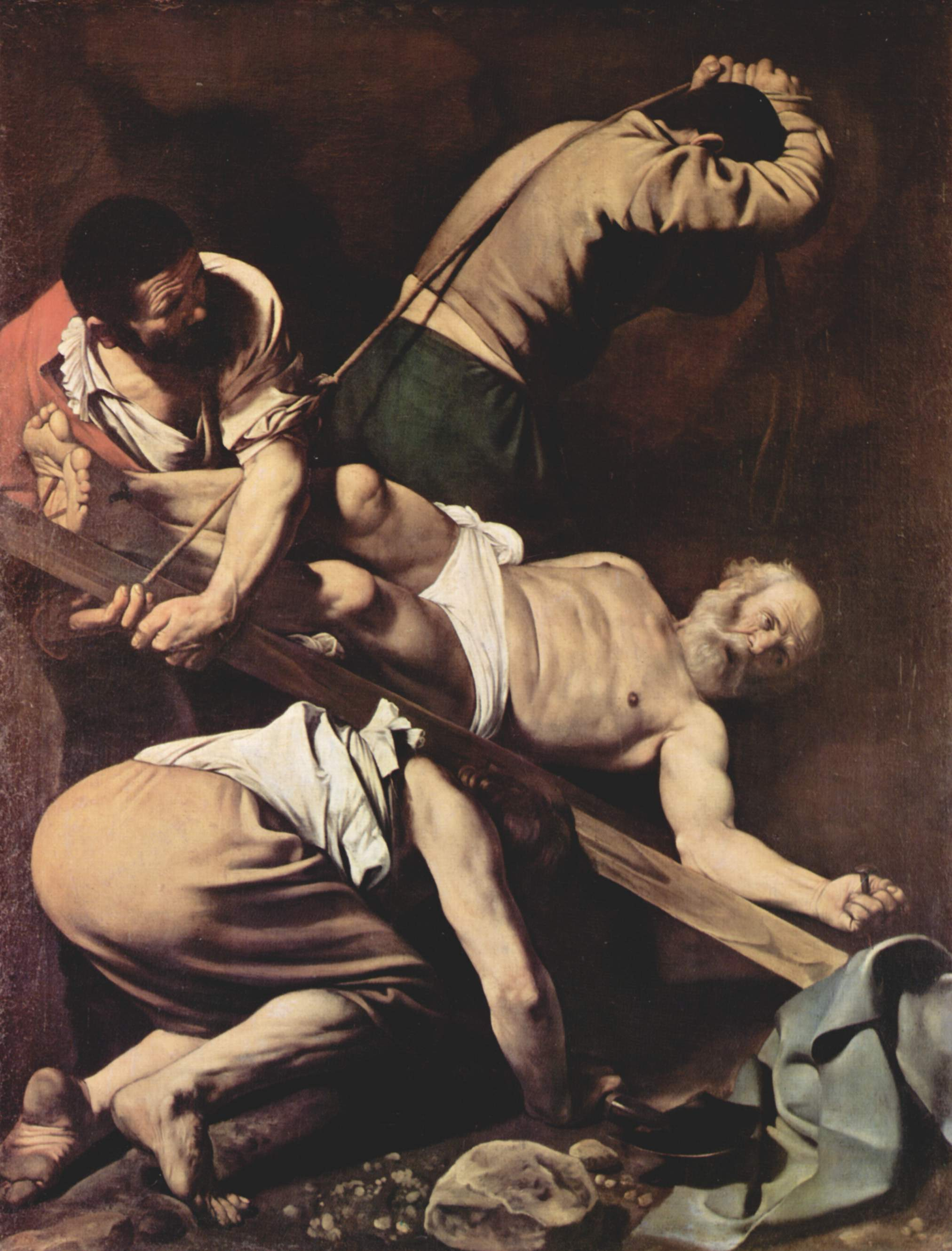
Crucifixió de sant Pere, de Caravaggio

La crucifixió és un mètode d'execució, on el reu és lligat o clavat en una creu de fusta, entre arbres o en una paret, i deixat allí fins a la seva mort. Aquesta forma d'execució va ser àmpliament utilitzada en l'antiga Roma i en cultures veïnes de la Mediterrània; mètodes similars van ser inventats per l'Imperi Persa.
La crucifixió va ser utilitzada pels romans fins a 337, després que el cristianisme fos legalitzat a l'Imperi Romà el 313 per l'emperador Constantí I el Gran, però abans que es convertís en la religió oficial de l'imperi.
La crucifixió rarament s'utilitzava per raons simbòliques o rituals fora de la cristiandat. Era usualment utilitzada per exposar la víctima a una mort particularment lenta, horrible (per dissuadir la gent de cometre crims semblants) i pública, utilitzant tots els mitjans necessaris per a la seva realització. Els mètodes de la crucifixió variaven considerablement depenent del lloc i el temps on s'efectuaven.
Les paraules grega i llatines que corresponen a «crucifixió» s'aplicaven a formes diverses d'execució dolorosa, des d'empalar en una estaca, clavar-los en un arbre, o en un pal.
Abans de la crucifixió, els romans acostumaven a donar fuetades (flagel·lar) el reu. Després, i durant el trajecte fins al lloc d'execució, el condemnat era obligat a carregar el travesser en les seves pròpies espatlles (la qual cosa segurament agreujava les ferides que ja haurien patit per la flagel·lació a què havien estat sotmesos). L'historiador romà Tàcit documenta que la ciutat de Roma tenia un lloc específic per dur a terme les execucions, una àrea especialment destinada per a la crucifixió, situat fora de la porta d'Esquilí.
La persona moltes vegades era lligada al patíbul mitjançant cordes, però l'ús de claus es documenta per diverses fonts, com en el cas de Flavi Josep, on sosté que en la Gran Revolta Jueva «els soldats enfurismats, clavaven els qui eren capturats, uns després dels altres a les creus» i també s'evidencien "claus" en l'evangeli de Joan (Joan 20:25). Alguns objectes, com els claus, que es feien servir en les execucions eren vists com a amulets.

## Instrument d'execució

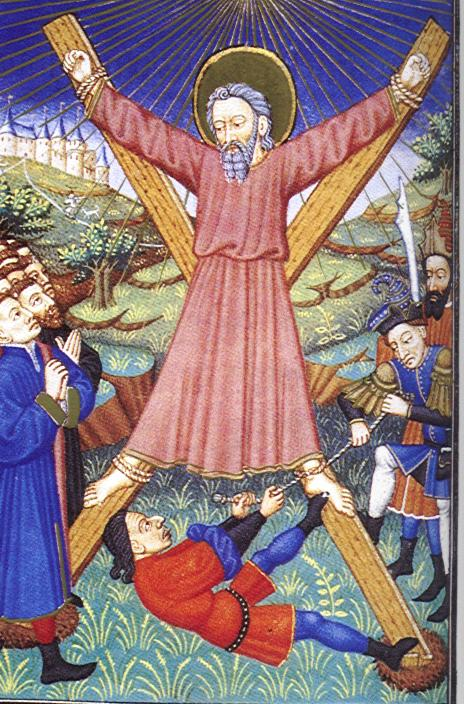
Crucifixió d'Andreu apòstol

L'instrument emprat en les crucifixions podia ser de diferents formes. Flavi Josep descriu múltiples tortures i posicions en què Tit Flavi Sabí Vespasià va fer crucificar els rebels durant la Primera Guerra Judeoromana.
| «              | "Els soldats romans "fora de si, de ràbia i odi, es divertien clavant els seus presoners en diferents postures" | » |
| — Flavi Josep, | |   |

De vegades el reu se'l fixava tan sols a una estaca vertical, anomenada en llatí "crux simplex" o "palus". Aquesta era la construcció disponible més senzilla de torturar i matar els criminals. No obstant això, freqüentment s'utilitzaven travessers de fusta lligats a la part superior del pal o estaca formant una T (crux commissa) o just sota la part superior, com la forma més familiar entre els cristians (crux immissa). Altres formes comunes eren en forma de X o de Y.
Els escrits més antics que relaten la crucifixió del Crist descriuen la forma de la creu en forma de la lletra T (la lletra grega tau) o composta d'un pal (stipes o palus), amb un travesser (patibulum) subjectat mitjançant una clavilla a la part superior.
| «                                  | Sospito que vostè està condemnat a morir fora de les portes, en aquesta posició: Amb les mans esteses i clavades al patíbul | » |
| — Plaute, Miles Gloriosus, 359-360 | |   |

.
| «                                                                           | "Els homes a qui s'ordena portar a l'esclau al seu càstig, havent estès les seves mans, les lliguen a un tros de fusta estès pel seu pit i espatlles fins als canells, seguint-lo, estripant seu cos i despullant-lo pels cops de fuet" | » |
| — Dionís d'Halicarnàs, Ῥωμαϊκὴ Ἀρχαιολογία (Antiguitats Romanes), 7.69 1-2) | |   |

| «                             | Encara que s'esforcen per alliberar-se de les seves creus - les creus a les quals tenen clavades les mans - però ells, quan van ser portats al càstig els van suspendre a cada un en un sol stipes, però aquests altres que van portar sobre si la pròpia condemna se'ls s'estén sobre tantes creus com es desitja. Encara ells són calumniadors i enginyosos apilant insults sobre altres. Jo podria creure que ells eren lliures de fer-ho, ja que alguns d'ells van arribar fins a escopir sobre els espectadors des dels seus propis patíbuls! | » |
| — Sèneca, De Vita Beata, 19.3 | |   |

## Localització dels claus
En la cultura popular existeix la creença (possiblement derivada de llegir literalment la descripció de l'evangeli de Joan que les ferides de Crist estaven «a les mans»), que el condemnat era clavat per les mans, però documents històrics refereixen que els claus estaven en les «χείρ», paraula grega que generalment es tradueix com a mà, que va des del braç fins a la mà, mentre que si es vol descriure específicament la mà s'escriu «ἄκρην οὔτασε χεῖρα».
Una possibilitat que no requereix que a més hagués estat lligat és que els claus es van inserir just sota els canells, entre el radi i el cúbit, els dos ossos de l'avantbraç. Els claus també van poder haver estat col·locats a través del canell, en l'espai entre els ossos del carp. La paraula utilitzada en els evangelis χείρ traduïda com «mà» és utilitzada també en Fets 12:7, on es narra que les cadenes de Pere van caure de «les seves mans», suposant que aquestes devien estar col·locades en els seus canells. Això mostra que l'ús semàntic de χείρ és molt més ampli que en català «mà» o en anglès «hand», i pot ser que els claus estiguessin localitzats al canell.
Una altra possibilitat suggerida per Frederick Zugibe és que els claus podrien haver estat col·locats entrant en el palmell, a la base del dit polze i sortint pel canell, i passant pel túnel carpià.
Una mènsula lligada a la creu és inclosa constantment en representacions de la crucifixió de Jesús, però això no és esmentat en fonts antigues.

## Causes de la mort

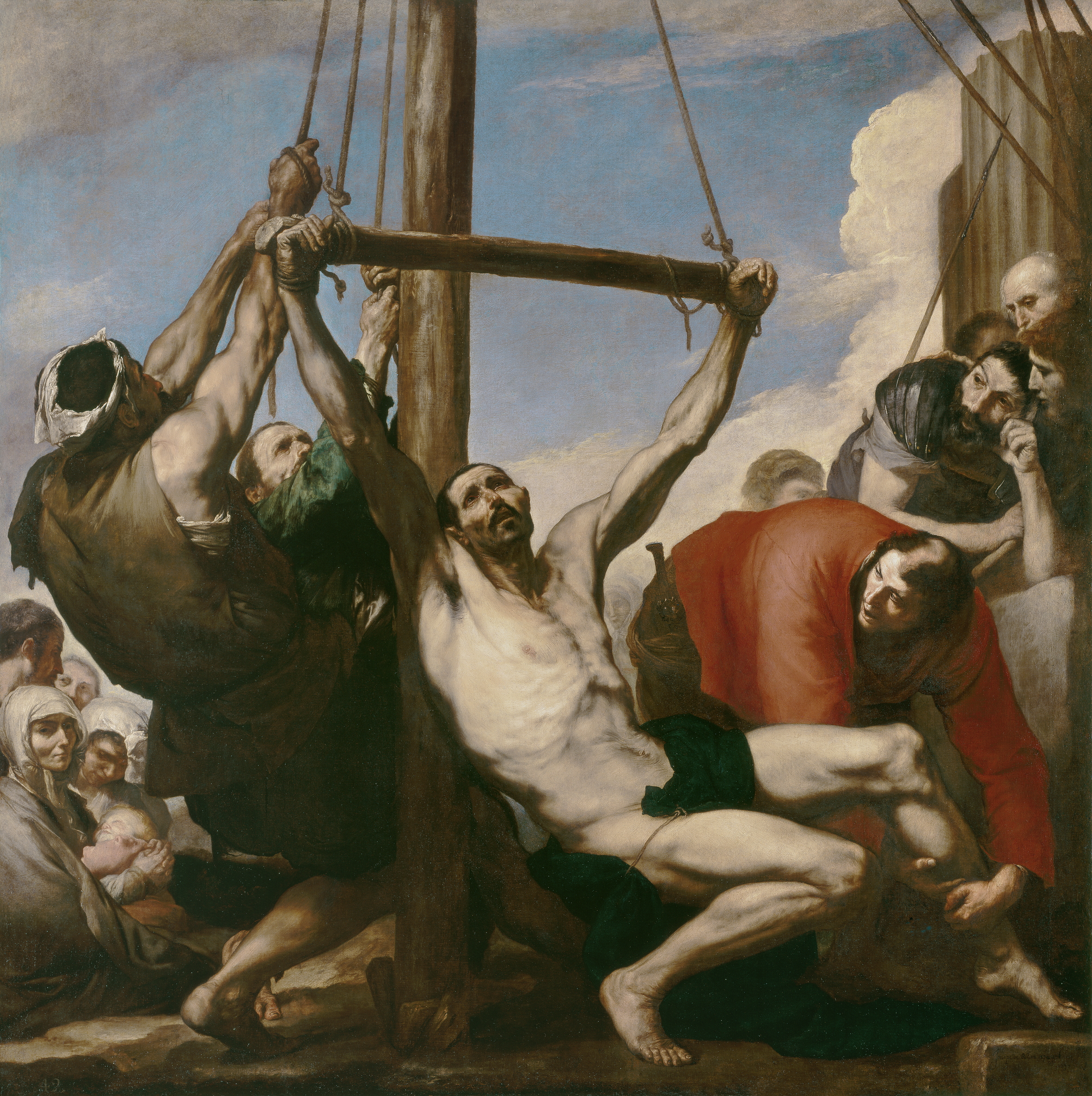
«El martiri de sant Felip», de José Ribera, Museu del Prado, Madrid.

El temps necessari per aconseguir la mort va des d'hores fins a diversos dies, depenent exactament del mètode emprat, l'estat de salut de la persona crucificada i circumstàncies ambientals.
Una teoria atribuïda al cirurgià Pierre Barbet estableix que la causa típica de la mort és l'asfíxia. Quan tot el pes del cos és suportat pels braços estirats, el condemnat tindria severs problemes per inhalar, a causa de la hiper-expansió dels pulmons. El condemnat, llavors, s'hauria d'empènyer cap als braços per facilitar la respiració. En efecte, els botxins encarregats de l'execució podien trencar les cames dels condemnats després que aquests estiguessin algun temps a la creu per agilitar la mort. Una vegada desproveïts del suport de les cames i impossibilitats per aixecar el seu cos, els condemnats morien en qüestió de minuts. Si la mort no venia per hipòxia, podria venir per múltiples raons, com un xoc causat pels assots que precedien la crucifixió, el mateix enclavament, deshidratació, cansament extrem, etc.
Experiments realitzats per Frederick Zugibe han revelat que, quan algú es troba suspès amb els braços de 60° a 70° des de la vertical, els individus tenen menor dificultat per respirar, però experimenten un dolor i incomoditat que creix ràpidament. Aquesta correspondria a la crucifixió utilitzada pels romans com a mètode per propinar una perllongada, agonitzant i humiliant mort. Zugibe assegura que trencar les cames per agilitar la mort tal com s'esmenta a Joan 19:31-32 era utilitzat com un "cop de gràcia" causant un xoc traumàtic sever o causant embòlia grassa. La crucifixió realitzada en una estaca, amb els braços sobre el cap, precipitaria l'asfíxia si no es tingués algun suport o una vegada que les cames fossin trencades.
Era possible, però, sobreviure a la crucifixió, i existeixen registres d'alguns supervivents. L'historiador Josep descriu que va trobar dos dels seus amics crucificats. Ell va pregar per ells i se'ls va concedir l'indult; un d'ells va morir i l'altre va aconseguir recuperar-se. Josep no brinda detalls del mètode o durada de la crucifixió abans de l'indult.

## Evidència arqueològica de crucifixions antigues
A més de les referències de la crucifixió que ens brinda l'historiador Flavi Josep, així com altres fonts, només existeix un descobriment arqueològic d'un cos crucificat que data de l'Imperi Romà al voltant de l'època de Jesús, descobert a Jerusalem el 1968. No és d'estranyar que només s'hagi trobat un descobriment, ja que els cossos dels sentenciats es mantenien en la creu i, per tant, no es preservaven. L'única raó per la qual cosa es va conservar aquest cos va ser gràcies al fet que la família del sentenciat li va donar a aquest individu en particular un enterrament tradicional.
Les restes van ser trobades accidentalment en ossera amb el nom del crucificat en ell, "Yehohanan, fill de Hagako I". El professor Nicu Haas, un antropòleg de la Universitat Mèdica Hebrea a Jerusalem, va examinar aquesta ossera i va descobrir que un clau travessava el taló en un dels seus costats, indicant que l'home havia estat crucificat. La posició de la perforació del clau, en un dels seus costats, indica que els seus peus es van clavar a la creu pels costats. Algunes opinions són que els peus es van clavar junts i de costat al capdavant de la creu o que es van clavar un al costat esquerre de la creu i l'altre al costat dret. La punta del clau tenia fragments de fusta d'olivera indicant que havia estat executat en una creu feta de fusta d'olivera o sobre un arbre d'aquesta mateixa espècie. Atès que els arbres d'olivera no són molt alts, això suggeriria que aquesta persona va ser crucificada a l'altura dels ulls de l'observador. Addicionalment, una peça de fusta d'acàcia va ser trobada entre els ossos i el cap del clau, presumiblement utilitzada per mantenir els peus clavats i que aquest no els pogués lliscar a través del clau. Tenia fracturats els genolls i les tíbies, fet infligit probablement per accelerar la seva mort. Es pensa que en temps de l'Imperi Romà l'acer era bastant car, raó per la qual es retiraven els claus dels morts per reduir costos, cosa que ajudaria a explicar per què només es va trobar un clau, que es trobava doblegat de la punta de tal manera que no pogués ser retirat.
El professor Haas també va trobar un raió a la cara interior del radi del braç dret, prop del canell. Va deduir per la forma del raió en l'os, així com que els ossos del canell es trobaven intactes que el clau va ser introduït en l'avantbraç d'aquesta forma.

## Història

### Abans de Roma
Probablement es va originar amb Assíria; va ser utilitzat aquest mètode sistemàticament pels perses durant el segle vi aC. Alexandre el Gran va copiar aquest sistema i el va introduir als països de l'est de la Mediterrània al segle iv aC, i els fenicis el van introduir a Roma al segle iii aC. L'ús d'aquest mètode era pràcticament nul abans de l'era prehel·lènica. La crucifixió en alguna de les seves variants també s'utilitzava en l'Imperi Aquemènida, l'antiga Grècia, l'Imperi cartaginès i el Regne de Macedònia.
Alguns teòlegs cristians, començant per Pablo de Tars, han interpretat una al·lusió a la crucifixió al Deuteronomi 21:22-23, aquí es refereix a "ser penjat d'un arbre", però pot també estar associat amb linxament o penjament tradicional. No obstant això, la llei jueva antiga permetia quatre mètodes d'execució: apedregada, foguera, estrangulació i decapitació. La crucifixió estava prohibida en la llei antiga jueva.
Alexandre el Gran va executar a 2.000 supervivents del lloc de la ciutat fenícia de Tir,
així com el doctor que no va poder salvar la vida del seu amic Hefestió de Pel·la. Quint Curti Ruf assegura que Alexandre va fer crucificar Calístenes, el seu historiador i biògraf oficial, per objectar la seva adopció de la cerimònia persa d'adoració real.
A la ciutat hispana de Cartago Nova, la crucifixió va ser establerta com a mètode d'execució, que va poder haver estat aplicada als generals que sofrien una gran derrota.

### Imperi Romà
D'acord amb algunes persones, es podria haver desenvolupat a partir de l'antic costum de l'arbori suspendrà, penjar d'un arbor infelix (arbre infortunat) dedicat als déus del món de les tenebres, però el professor William A. Oldfather va escriure un detallat estudi que refutava la idea que aquest càstig no involucrava cap forma de penjament o de qualsevol altre per causar la mort; a més, assegura que l'arbor infelix era dedicat a déus particulars. Tertul·lià esmenta al segle i alguns casos on els arbres eren usats en la crucifixió, però Sèneca el Jove va utilitzar abans la frase infelix lignum (fusta infortunada) per referir-se al patíbul oa la creu completa.
La crucifixió era utilitzada per esclaus, rebels, pirates i per enemics i criminals odiats. Per això la crucifixió era considerada com la forma més vergonyosa i desafortunada de morir. Era comú que els grups d'execució estiguessin composts per quatre soldats i un centurió, i que aquests poguessin reclamar els béns de la víctima com a part del seu salari (expoliatio).
Els ciutadans romans condemnats usualment estaven exempts de morir crucificats (com els nobles estaven exempts de morir penjats, ja que morien més honorablement per decapitació) excepte per crims majors en contra de l'estat, tal com alta traïció.
Sobre el reu solia fixar-se un "titulus" o inscripció del càrrec.
Crucifixions massives notòries es van dur a terme durant la Tercera Guerra Servil en el 73-71 aC (la rebel·lió sota el lideratge d'Espàrtac), altres guerres civils romans als segles II i I aC i en la destrucció de Jerusalem al 70 dC. Josep narra històries de romans que crucificaven la gent en les parets de Jerusalem. Conta també que els romans crucificaven els criminals en diferents posicions. A la crucifixió, a l'estil romà, els condemnats sofrien una mort lenta per sufocació. El cos era mantingut allí perquè fos devorat pels voltors i altres aus.
La meta de la crucifixió romana no era solament per matar el criminal, sinó també per mutilar i deshonrar el cos del condemnat. En cultures antigues, una mort honorable requeria l'enterrament, deixar el cos a la creu, així com mutilar i evitar el seu enterrament, eren una gran deshonra.
Sota la pràctica penal de la Roma antiga la crucifixió també exhibia en estatus social baix del criminal. Era la pitjor mort imaginable, reservada originalment per a esclaus; per aquest motiu Sèneca el cridava supplicium servile i més tard estesa a lliberts de les províncies ("humils"). Els ciutadans de la societat romana gairebé mai eren subjectes a penes capitals, sinó que eren capturats o exiliats. Josep esmenta que jueus d'alt rang també eren crucificats, però era per mostrar que el seu estatus elevat havia estat llevat. El control sobre el mateix cos era vital en cultures antigues. La pena capital llevava aquest «acte control» al mateix temps que denotava la pèrdua de l'estatus i l'honor. Els romans contínuament trencaven les cames dels condemnats per accelerar la seva mort i evitar el seu enterrament.
Un cruel preludi eren els assots, que ocasionaven que el condemnat perdés una gran quantitat de sang i tinguessin un estat de xoc. El convicte usualment havia de carregar el travesser horitzontal (el patíbul en llatí) al lloc de l'execució, però no necessàriament la creu completa. La crucifixió era generalment duta a terme per brigades especials, formades per un centurió i quatre soldats. Quan l'execució s'efectuava en el lloc establert, el travesser vertical (o pal) generalment es trobava clavat al pis permanentment. Normalment els condemnats eren despullats.
Els claus eren d'acer, amb puntes d'entre 13 i 18 centímetres de llarg aproximadament, amb un cap quadrat més o menys d'1 centímetre. En alguns casos els claus eren recollits i utilitzats com a amulets per sanar malalties.
L'emperador Constantí va abolir la crucifixió en l'Imperi Romà al final del seu regnat.

### Crucifixió al Japó
La crucifixió es va utilitzar al Japó abans i durant el Shogunat Tokugawa. Era anomenat haritsuke en japonès. El condemnat (usualment un criminal sentenciat) era lligat a una creu en forma de "T". Al final de l'execució, acabaven amb la seva vida clavant-li llances. El cos era deixat allí durant un temps abans de l'enterrament.
En 1597, 26 cristians van ser clavats en creus a Nagasaki, Japó. Entre els executats es trobaven Pau Miki i Pedro Bautista, un franciscà espanyol que havia treballat prop de 10 anys a les Filipines. Aquestes execucions van marcar el començament d'una llarga història de persecució als cristians al Japó, que va seguir fins que els Estats Units i altres aliats van vèncer el Japó en 1945, finalitzada la Segona Guerra Mundial. L'aclamada novel·la històrica Silence (silenci) de l'autor japonès Shusaku Endo dona un recompte de la persecució del segle xvii, basat en les històries transmeses oralment de les comunitats Kakure Kirishitan.

## Crucifixió com a càstig en temps moderns

### Sudan
A la cinquantena sessió de la Comissió dels Drets Humans de l'ONU (1994), bisbes locals van informar alguns sacerdots cristians de diversos casos de crucifixió. El codi penal de Sudan, basat en la interpretació del govern de la Shari'a, contempla l'execució per crucifixió. La sentència ha estat aprovada en dates recents, on el 2002 es va tenir constància de 88 persones condemnades.

### Iemen
A Iemen s'estableix la crucifixió no letal dels criminals, encara que aquest càstig aparentment també està reservat per a aquells condemnats a mort.

### Altres
Durant la Primera Guerra Mundial, van existir forts rumors que soldats alemanys van crucificar a un soldat canadenc en un arbre a la porta d'un graner amb baioneta sota ganivets de combat. Aquest succés va ser revelat primerament el 1915 pel soldat George Barrie de la primera divisió canadenca. Sempre s'ha especulat que pogués ser propaganda per part dels Aliats, però el 2002 un programa anomenat "Secret History" (història secreta) va identificar el soldat com Harry Band, el que li ha donat credibilitat a la història.

## Crucifixió com a pràctica devocional
Des de mitjan segle xix, un grup de catòlics flagelants a Nou Mèxic anomenats "Germans de la Llum" realitzen representacions de la crucifixió de Jesús durant la Setmana Santa, on el penitent és lligat (no clavat) a una creu. Alguns altres exemples són les realitzades en Iztapalapa a la Ciutat de Mèxic, la qual data de 1833. Crucifixions devocionals també són comuns en Filipines, on fins i tot s'utilitzen claus reals per clavar les mans. En molts casos la personificació de Jesús és sotmesa, primer, a la flagel·lació i usa una corona d'espines sobre el seu cap.

## Crucifixions famoses

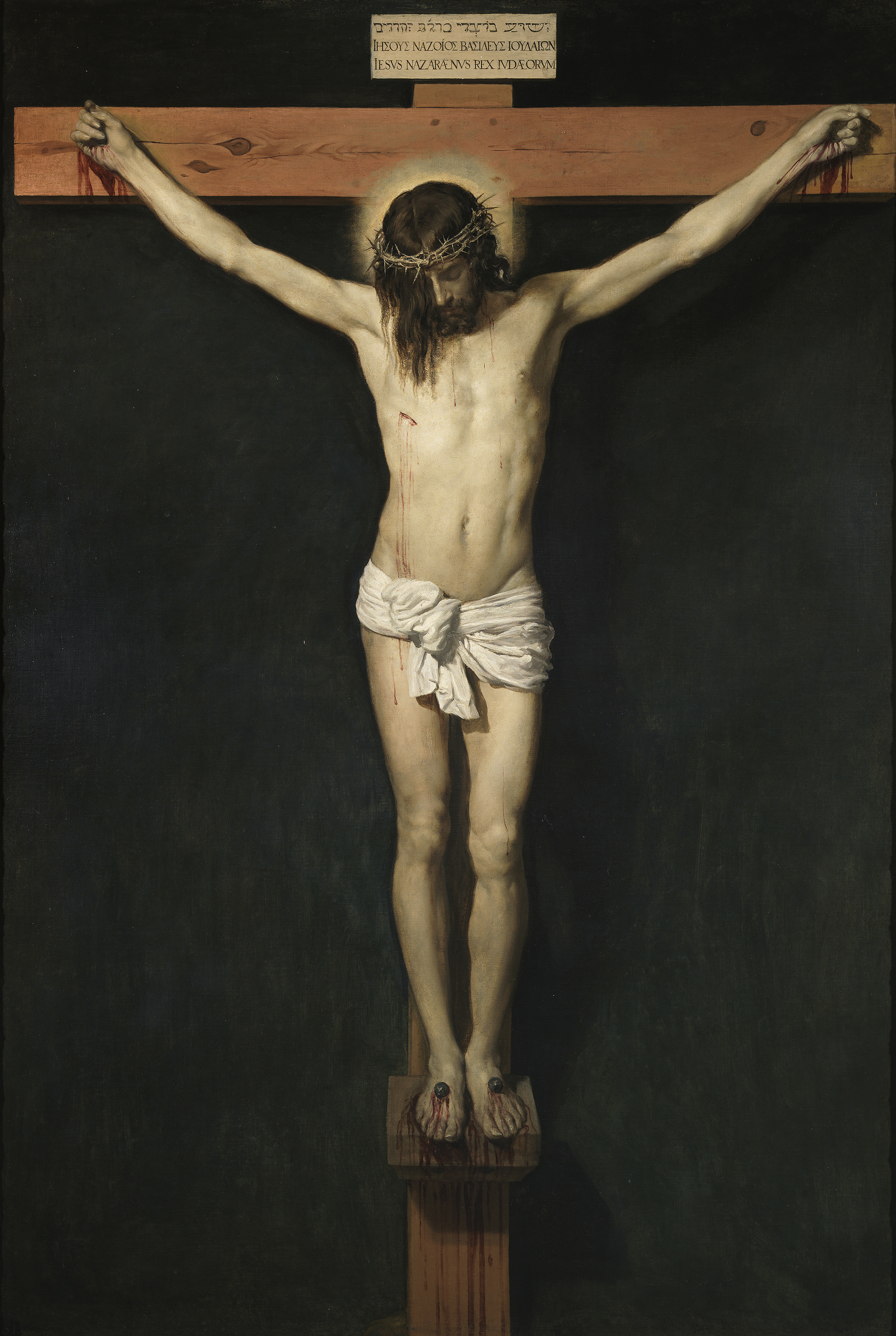
Crist crucificat (Velázquez)

- Els soldats rebels de la Tercera Guerra Servil: entre 73 i 71 aC, un grup d'esclaus (eventualment comptats prop de 120.000) sota el lideratge (almenys parcial) d'Espàrtac contra l'Imperi Romà. La revolta va ser eventualment aixafada. Es creu que el mateix Espàrtac va morir en la batalla final. S'estima que prop de 6000 dels seus seguidors van ser crucificats al llarg de 200 quilòmetres en el camí entre Capua i Roma, com a advertiment per a altres revoltes.

- Crucifixió de Jesús, el cas més conegut de crucifixió, va ser condemnat a morir en una crux commissa modificada per col·locar un rètol sobre el seu cap per Ponç Pilat, el governador romà de la província de Judea. Segons el Nou Testament, això va ser per pressions per part dels líders jueus, que estaven escandalitzats doncs assegurava ser el Messies. El càrrec va ser declarar-se "Rei dels jueus", és a dir, traïció a Roma i sedició.
- Sant Dimes i Gestes, els lladres que van ser crucificats al costat de Crist. Gestes va insultar Crist i li va demanar que el fes baixar de la creu; en canvi, Sant Dimes va reconèixer la justícia del seu suplici i va demanar a Crist que l'acollís al Paradís.
- Crucifixió de Sant Pere. Segons els Fets Apòcrifs de Pere, va ser crucificat cap per avall a Roma, després de la persecució de Neró, prop de l'any 62. No obstant això, a l'Evangeli segons Joan s'insinua que la seva crucifixió va ser convencional:

"« En veritat, en veritat et dic: quan eres jove, tu mateix et cenyies, i anaves on volies, però quan arribis a vell, estendràs les teves mans i un altre et cenyirà i et portarà on tu no vulguis. »Amb això indicava la classe de mort amb què Pere havia de glorificar Déu. " (Jn. 21:18-19)
- Arquebisbe Joachim: es va reportar crucificat de cap, a les portes reials de la catedral de Sebastòpol, Ucraïna el 1920.